# Serraca intermedia
Serraca intermedia là một loài bướm đêm trong họ Geometridae.